# Cybergeneration
Cybergeneration is een uitbreiding voor, en losstaand spel gebaseerd op, het rollenspel Cyberpunk 2020. De eerste editie uit 1993 kan niet gespeeld worden zonder een Cyberpunk 2020 regelboek, maar de tweede editie (1995) heeft alle benodigde regels in één boek. Hoewel Cybergeneration zeven jaar na Cyberpunk 2020 speelt, moet het beschouwd worden als een "alternatieve toekomst" van dat spel — de "echte" toekomst van Cyberpunk 2020 is Cyberpunk V.3.
Cybergeneration is grotendeels gebaseerd op het concept van nanotechnologie: een nanoplaag muteert de jeugd en drijft ze naar de marges van de samenleving, die bang is voor hun krachten. Cyberpunk 2020 wordt vaak gespeeld als een groots actie-avontuur waarin veel geweld gebruikt wordt en de spelers proberen hun karakters zo sterk mogelijk te maken. Cybergeneration is daarentegen veel meer gericht op het inleven in de belevingswereld van een tiener die niet alleen om moet zien te gaan met het volwassen worden, maar ook nog eens met door nanotechnologie veroorzaakte mutaties en de reactie van de samenleving daarop.